# فاديم فلاسوف
فاديم فلاسوف (بالروسية: Вадим Власов)‏ هو لاعب كرة قدم روسي في مركز حراسة المرمى، ولد في 19 ديسمبر 1980. لعب مع دينامو موسكو.